# Florent Manaudou
Florent Manaudou (n. 12 noiembrie 1990, Villeurbanne, Franța) este un înotător francez, medaliat olimpic. A participat la 3 ediții ale Jocurilor Olimpice (2012, 2016, 2020) în care a câștigat o medalie de aur și două medalii de argint.